# Ostsiedlung
Ostsiedlung (tyskt uttal: [ˈɔstˌziːdlʊŋ], "bosättning i öster") var invandringen och kolonisationen av tysktalande folk i områden som beboddes av slaver, ungrare, rumäner eller balter i Central- och Östeuropa, en process som fick stor fart från mitten av 1100-talet och pågick under hela 1200-talet innan den stannade av.
Den tyska expansionen österut inleddes under Karl den store, så ett antal markgrevskap upprättades i det som idag är östra Tyskland. Den Tyska ordens erövring av Baltikum under 1200-talet ledde till grundandet av ett stort antal tysktalande städer i regionen.

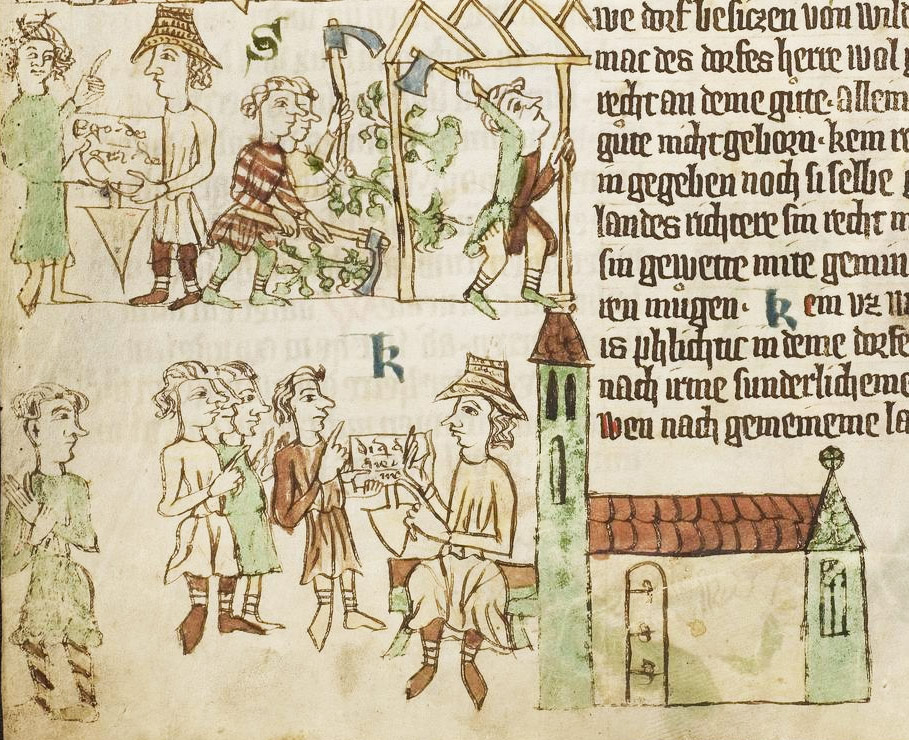
1. Lokator får uppdraget av länsherren att bosätta en by. 2. Bosättarna röjer marken genom svedjebruk och en by uppförs. 3. Lokatorn sitter som domare över bosättarna vid den nyuppförda kyrkan. Ur Sachsenspiegel, illustration från början av 1300-talet.

Den tyska inflyttningen uppmuntrades även av böhmiska, ungerska och polska kungar som hoppades på att detta skulle leda till ökade skatteintäkter för kronan. De tyska bosättningarna fick särskilda stadsprivilegier och tilläts leva under tysk rätt. I den norra zonen, från Stettin till Königsberg, dominerade den lybska rätten och i den centrala zonen, som var belägen i östra Galizien i en linje från Brest, Lublin, Radom, Sandom och Lemberg rådde Magdeburgrätten. I de tyska städerna i Böhmen, Mähren och Ungern rådde Nürnbergrätten.

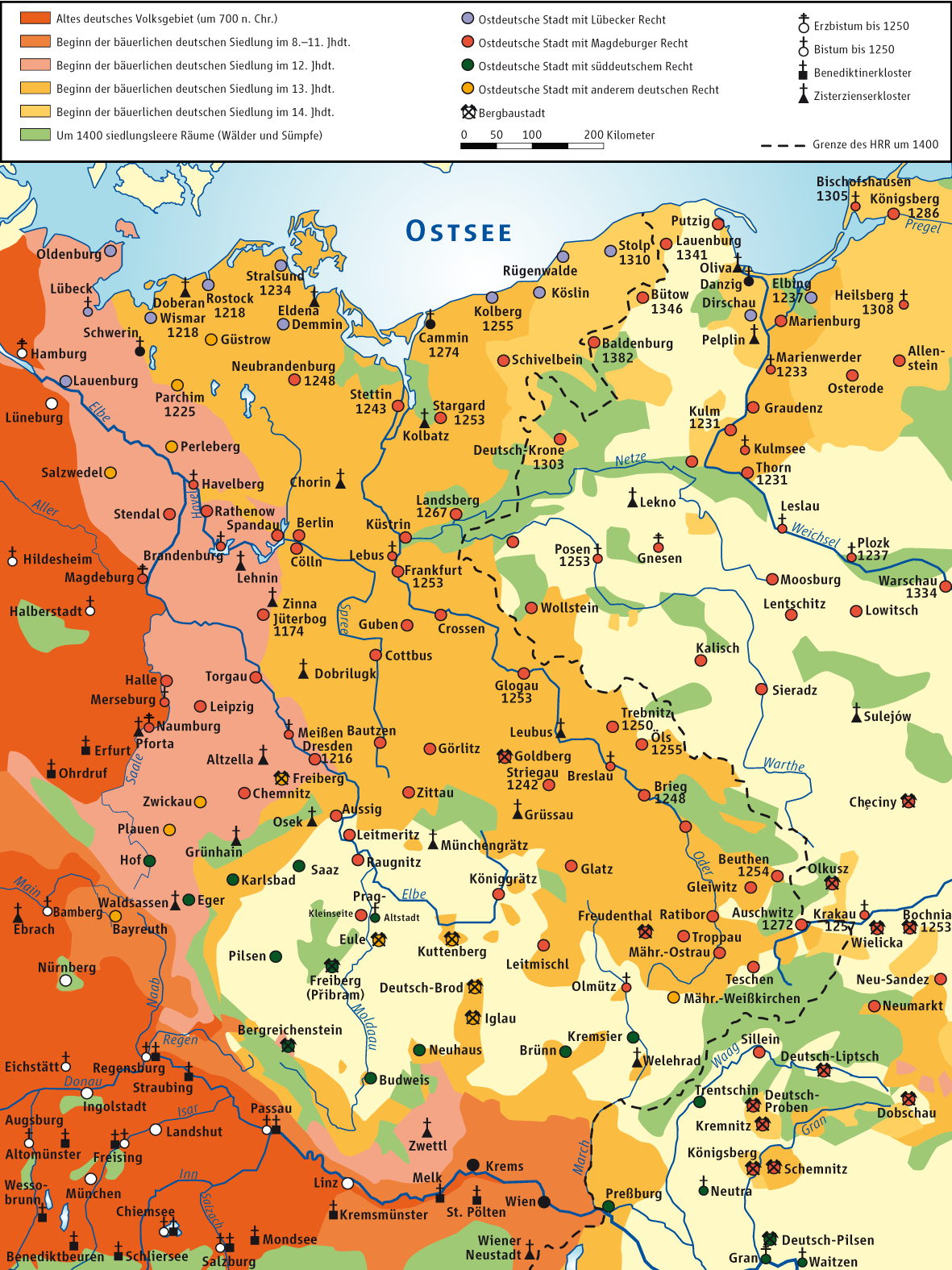
Karta över faserna av tysk kolonisation i Central- och Östeuropa. Årtal anger tyska stadsrättigheter.

Kolonisationen ledde till att stora delar av Polen-Litauen och Böhmen fick en tysktalande befolkningsmajoritet, i synnerhet städerna. Böhmen, Mähren och Galizien hamnade så småningom under den habsburgska monarkin. I samband med Preussens framstigande som europeisk stormakt på 1700-talet införlivades Pommern, Schlesien och Ostpreussen med Preussen och blev senare en del av Kejsardömet Tyskland.
I samband med nationalismens frammarsch i Östeuropa på 1800-talet omtolkades Ostsiedlung med ideologiska förtecken. Medan tyska nationalister såg Ostsiedlung som ett bevis på den tyska kulturens överlägsenhet och naturliga strävan efter expansion (Drang nach Osten), så förnekade bland annat polska nationalister den tyska invandringens bidrag till regionens utveckling. I början på 1900-talet betraktade nationalister och senare nazisterna Ostsiedlung som en förelöpare för upprättande av ett tyskt "livsrum" (Lebensraum), vilket influerade Hitlers expansionspolitik i Östeuropa under andra världskriget.
I samband med Nazitysklands nederlag i andra världskriget förlorade Tyskland stora områden öster om Oder-Neisse-linjen och stora grupper av tyskar tvångsförflyttades från Central- och Östeuropa, i synnerhet Sudetlandet, Pommern, Schlesien och Ostpreussen. Samtidigt flyttade tjecker och fördrivna polacker in i de nya områdena.